# The Cakemaker
The Cakemaker (in ebraico האופה מברלין haOfeh miBerlin) è un film del 2017 scritto e diretto da Ofir Raul Graizer.
Il film è stato selezionato per rappresentare Israele ai premi Oscar 2019 nella categoria Oscar al miglior film in lingua straniera.

## Trama
Thomas è un giovane pasticciere tedesco che da un anno ha instaurato una relazione con Oren. Oren è un israeliano sposato che frequenta spesso  Berlino per lavoro. Quando Oren muore in un incidente automobilistico in Israele, Thomas si reca a Gerusalemme in cerca di risposte sulla sua morte. Senza rivelare nulla sul suo interesse, Thomas piano piano si insinua nella vita della vedova del suo amante, Anat, riuscendo a farsi assumere prima come lavapiatti, poi come pasticciere, nel bar della donna. Anat inizia a nutrire dei sospetti ma allo stesso tempo è fortemente attratta da Thomas. La verità viene a galla e Anat scopre che proprio Thomas è la persona per la quale il marito voleva abbandonarla.

## Distribuzione
Il film è stato presentato in anteprima e in concorso al Festival internazionale del cinema di Karlovy Vary, dove ha vinto il premio della giuria ecumenica. Successivamente è stato proiettato in molti altri festival cinematografici internazionali, tra cui London Film Festival e Jerusalem Film Festival. È stato distribuito nelle sale cinematografiche statunitensi il 28 dicembre 2017.

## Accoglienza

### Incassi
Il film ha incassato complessivamente 1 245 172 dollari americani.

### Critica
Sull'aggregatore di recensioni Rotten Tomatos il film ha ricevuto il 98% di recensioni positive con un voto medio di 7.6/10. Su Metacritic il film ha ricevuto un voto di 74/100 basato su 9 critici.
Mymovies.it ha dato al film un voto di 2 stelle e mezzo su 5 scrivendo che: "The Cakemaker è costruito su una compostezza formale molto elegante, anche la rivelazione finale arriva in maniera silenziosa, i personaggi si alternano tra passione e dolore ma sempre con garbo e forse l'unica pecca del regista è di non spingersi mai oltre ma rimanere sempre con uno sguardo misurato e da lontano."

## Riconoscimenti
- 2018 - Ophir Award
  - Miglior film
  - Miglior regista a Ofir Raul Graizer
  - Miglior attrice a Sarah Adler
  - Miglior sceneggiatura a Ofir Raul Graizer
  - Miglior montaggio a Michal Oppenheim
  - Miglior direzione artistica a Yael Bibel
  - Miglior suono a Avi Mizrahi
  - Candidatura per la miglior fotografia a Omri Aloni
  - Candidatura per i migliori costumi a Lital Goldfine
- 2017 - Festival internazionale del cinema di Karlovy Vary
  - Premio della giuria ecumenica
  - Candidatura per il Globo di cristallo al miglior film
- 2017 - Jerusalem Film Festival
  - Miglior montaggio a Michal Oppenheim
  - Lia Van Leer Award a Ofir Raul Graizer
- 2018 - Provincetown International Film Festival
  - John Schlesinger Award a Ofir Raul Graizer
- 2019 - Satellite Award
  - Candidatura per il miglior film straniero